# Clasificatorio a la FIBA AmeriCup de 2025
El Clasificatorio a la FIBA AmeriCup de 2025 fue la segunda serie de eliminatorias para acceder al torneo; anteriormente la clasificación se llevaba a cabo mediante el Campeonato Sudamericano de Básquet (para las selecciones sudamericanas) y el Centrobasket (para las de Centroamérica). Estados Unidos y Canadá, por su parte, se clasificaban en forma directa.

## Sorteo
Los 16 equipos se dividieron en ocho bombos de dos esferas cada uno, según su posición geográfica y el actual Ranking Mundial FIBA, presentado por Nike.
- Bombo 1:  Argentina (4) -  Brasil (13)
- Bombo 2:  Estados Unidos (2) -  Canadá (15)
- Bombo 3:  Venezuela (17) -  Uruguay (46)
- Bombo 4:  Puerto Rico (20) -  República Dominicana (23)
- Bombo 5:  Panamá (51) -  Colombia (52)
- Bombo 6:  México (31) -  Bahamas (56)
- Bombo 7:  Chile (66) -  Paraguay (81)
- Bombo 8:  Cuba (70) -  Nicaragua (88)
- Ranking FIBA actualizado el 27 de febrero de 2023.

Las esferas de los bombos impares (1, 3, 5 y 7) se asignarán a los Grupos A y B, mientras que las esferas de los bombos pares (2, 4, 6 y 8) se asignarán a los Grupos C y D. Los números para determinar el orden de los juegos no serán sorteados y se asignarán según el orden del sorteo.
El sorteo comenzará con la selección de un equipo del Bombo 1, que será asignado al Grupo A ocupando el puesto número 1 de su grupo. El equipo restante en el Bombo 1 participará en el Grupo B y de la misma forma ocupará la posición número 1 por el orden de sus juegos. Una vez asignados los dos equipos del Bombo 1, el sorteo continuará con el Bombo 2 donde el primer equipo seleccionado participará en el Grupo C ocupando la primera posición de su grupo. El último equipo del Bombo 2 también será asignado como posición número 1 pero en el Grupo D.
Este proceso se repetirá para los bombos 3 al 8, en los que se confirmarán los cuatro equipos que compondrán los Grupos A, B, C y D y el orden de los partidos durante esta competición.

## Grupos
El sorteo oficial de los Clasificatorios a la FIBA AmeriCup 2025 se realizó el miércoles 9 de agosto, en Miami, Estados Unidos, y se conoció la conformación los grupos de la competición que otorga 12 cupos al principal evento de selecciones nacionales del continente.
| Grupo A   | Grupo B  | Grupo C              | Grupo D        |
| --------- | -------- | -------------------- | -------------- |
| Argentina | Brasil   | Canadá               | Estados Unidos |
| Venezuela | Uruguay  | República Dominicana | Puerto Rico    |
| Colombia  | Panamá   | México               | Bahamas        |
| Chile     | Paraguay | Nicaragua            | Cuba           |

En los Clasificatorios a la FIBA AmeriCup de 2025, cada equipo jugará contra cada oponente de su grupo dos veces bajo un formato de "local y visitante" durante tres ventanas, que tendrán lugar en febrero y noviembre de 2024 y luego en febrero de 2025. Los tres mejores equipos de cada grupo (12 en total) se clasificarán para la FIBA AmeriCup 2025. Nicaragua recibió clasificación automática en carácter de anfitrión de la AmeriCup 2025, por lo que del grupo C avanzará su seleccionado junto a los otros dos mejores equipos.

## Resultados

### Grupo A
| Pos. | Equipo    | PJ | G | P | PF  | PC  | DP  | Pts | Clasificación         |
| ---- | --------- | -- | - | - | --- | --- | --- | --- | --------------------- |
| 1    | Argentina | 6  | 4 | 2 | 489 | 435 | +54 | 10  | FIBA AmeriCup de 2025 |
| 2    | Venezuela | 6  | 3 | 3 | 405 | 421 | −16 | 9   | FIBA AmeriCup de 2025 |
| 3    | Colombia  | 6  | 3 | 3 | 454 | 494 | −40 | 9   | FIBA AmeriCup de 2025 |
| 4    | Chile     | 6  | 2 | 4 | 480 | 478 | +2  | 8   |                       |

 Fuente: FIBA
Notas:
1. 1 2  Venezuela 143–127 Colombia

Primera ventana
| 22 de febrero de 2024 | Venezuela                                                                | 79–60                                 | Colombia                                                                       | Maiquetía |  |
| 18:30 (UTC-4)         | Parciales: 24-16, 23-18, 19-16, 13-10                                    | Parciales: 24-16, 23-18, 19-16, 13-10 | Parciales: 24-16, 23-18, 19-16, 13-10                                          | |  |
|                       | Estadísticas Michael Carrera 19 Tres jugadores 6 G. Vargas, P. Chourio 5 | Reporte Pts Reb Asts                  | Estadísticas 16 Hansel Atencia 7 J. Echenique, L. Almanza 3 J. Tello, R. Roque | Pabellón: Domo José María Vargas Asistencia: 5237 espectadores Árbitros: Carlos Peralta Nicolás Flores Ramiro Marques |  |

| 22 de febrero de 2024 | Argentina                                                           | 90–78                                 | Chile                                                           | Mar del Plata |  |
| 21:40 (UTC-3)         | Parciales: 30-15, 20-28, 22-16, 18-19                               | Parciales: 30-15, 20-28, 22-16, 18-19 | Parciales: 30-15, 20-28, 22-16, 18-19                           | |  |
|                       | Estadísticas Nicolás Brussino 19 Gabriel Deck 10 Facundo Campazzo 8 | Reporte Pts Reb Asts                  | Estadísticas 25 Manuel Suárez 12 Manuel Suárez 5 Franco Morales | Pabellón: Polideportivo Islas Malvinas Asistencia: 3953 espectadores Árbitros: Andrés Bartel Kristian Páez Fernando Leite |  |

| 25 de febrero de 2024 | Colombia                                                             | 67–64                                 | Venezuela                                                                   | Medellín |  |
| 18:10 (UTC-5)         | Parciales: 20-14, 17-16, 19-18, 11-16                                | Parciales: 20-14, 17-16, 19-18, 11-16 | Parciales: 20-14, 17-16, 19-18, 11-16                                       | |  |
|                       | Estadísticas R. Roque, A. Ibargüen 13 Luis Almanza 9 Romario Roque 5 | Reporte Pts Reb Asts                  | Estadísticas 16 Gregory Vargas 8 M. Carrera, N. Colmenares 6 Gregory Vargas | Pabellón: Coliseo Iván de Bedout Asistencia: 2500 espectadores Árbitros: Andrés Bartel Waseem Husainy Edwin Quiles |  |

| 25 de febrero de 2024 | Chile                                                                | 79–77                                | Argentina                                                              | Valdivia |  |
| 21:20 (UTC-3)         | Parciales: 26-11, 27-31, 6-18, 20-17                                 | Parciales: 26-11, 27-31, 6-18, 20-17 | Parciales: 26-11, 27-31, 6-18, 20-17                                   | |  |
|                       | Estadísticas Manuel Suárez 29 F. Haase, M. Suárez 9 Franco Morales 6 | Reporte Pts Reb Asts                 | Estadísticas 20 Gabriel Deck 7 N. Brussino, G. Deck 9 Facundo Campazzo | Pabellón: Coliseo Antonio Azurmendi Asistencia: 3825 espectadores Árbitros: Krishna Domínguez Alexis Mercado Nicolás Flores |  |

Segunda ventana
| 22 de noviembre de 2024 | Chile                                                               | 74–80                                 | Colombia                                                                 | Valdivia |  |
| 20:00 (UTC-3)           | Parciales: 21-20, 11-22, 21-12, 21-26                               | Parciales: 21-20, 11-22, 21-12, 21-26 | Parciales: 21-20, 11-22, 21-12, 21-26                                    | |  |
|                         | Estadísticas Sebastián Herrera 21 Manuel Suárez 11 Ignacio Varela 9 | Reporte Pts Reb Asts                  | Estadísticas 25 Michaell Wright 7 J. Tello, A. Ibargüen 4 Hansel Atencia | Pabellón: Coliseo Antonio Azurmendi Asistencia: 2765 espectadores Árbitros: Grant Todey Fernando Leite Samuel Hidalgo |  |

| 22 de noviembre de 2024 | Argentina                                                          | 72–61                                 | Venezuela                                                           | Mar del Plata |  |
| 22:15 (UTC-3)           | Parciales: 21-13, 20-11, 16-18, 15-19                              | Parciales: 21-13, 20-11, 16-18, 15-19 | Parciales: 21-13, 20-11, 16-18, 15-19                               | |  |
|                         | Estadísticas Juan Fernández 20 Juan Fernández 8 Nicolás Brussino 3 | Reporte Pts Reb Asts                  | Estadísticas 19 Michael Carrera 7 Michael Carrera 4 Yeferson Guerra | Pabellón: Polideportivo Islas Malvinas Asistencia: 4232 espectadores Árbitros: Johnny Batista Nicolás Flores Diego Chiconato |  |

| 25 de noviembre de 2024 | Chile                                                                  | 86–61                                 | Venezuela                                                            | Valdivia |  |
| 20:00 (UTC-3)           | Parciales: 22-20, 33-11, 13-11, 18-19                                  | Parciales: 22-20, 33-11, 13-11, 18-19 | Parciales: 22-20, 33-11, 13-11, 18-19                                | |  |
|                         | Estadísticas Sebastián Carrasco 15 Manuel Suárez 8 Sebastián Herrera 5 | Reporte Pts Reb Asts                  | Estadísticas 15 Yohanner Sifontes 7 Michael Carrera 2 Tres jugadores | Pabellón: Coliseo Antonio Azurmendi Asistencia: 2631 espectadores Árbitros: Ramiro Marques Jayson Stiell Nicolás Flores |  |

| 25 de noviembre de 2024 | Argentina                                                                    | 88–68                                | Colombia                                                        | Mar del Plata                                                                                     |  |
| 22:15 (UTC-3)           | Parciales: 22-16, 24-9, 13-26, 29-17                                         | Parciales: 22-16, 24-9, 13-26, 29-17 | Parciales: 22-16, 24-9, 13-26, 29-17                            |                                                                                                   |  |
|                         | Estadísticas J. Vildoza, P. Garino 17 Bautista Lugarini 8 Gonzalo Corbalán 8 | Reporte Pts Reb Asts                 | Estadísticas 14 Tonny Trocha 7 Jaime Echenique 6 Hansel Atencia | Pabellón: Polideportivo Islas Malvinas Árbitros: Omar Bermúdez Alan dos Santos Carmelo de la Rosa |  |

Tercera ventana
| 20 de febrero de 2025 | Venezuela                                                          | 67–64                                 | Argentina                                                             | Caracas |  |
| 19:10 (UTC-4)         | Parciales: 16-16, 17-20, 17-13, 17-15                              | Parciales: 16-16, 17-20, 17-13, 17-15 | Parciales: 16-16, 17-20, 17-13, 17-15                                 | |  |
|                       | Estadísticas Yohanner Sifontes 16 José Ascanio 10 Gregory Vargas 6 | Reporte Pts Reb Asts                  | Estadísticas 12 Nicolás Brussino 12 Juan Fernández 5 Facundo Campazzo | Pabellón: Gimnasio José Joaquín Papá Carrillo Asistencia: 3000 espectadores Árbitros: Omar Bermúdez Krishna Domínguez Nicolas Zivieri |  |

| 20 de febrero de 2025 | Colombia                                                           | 97–91                                 | Chile                                                                         | Cali |  |
| 20:40 (UTC-5)         | Parciales: 40-25, 23-23, 15-16, 19-27                              | Parciales: 40-25, 23-23, 15-16, 19-27 | Parciales: 40-25, 23-23, 15-16, 19-27                                         | |  |
|                       | Estadísticas Romario Roque 25 Juan Tello 10 J. Tello, H. Atencia 5 | Reporte Pts Reb Asts                  | Estadísticas 25 Sebastián Herrera 6 S. Herrera, F. Haase 6 Sebastián Carrasco | Pabellón: Coliseo Evangelista Mora Asistencia: 2250 espectadores Árbitros: Jorge Vázquez Alan dos Santos Carmelo de la Rosa |  |

| 23 de febrero de 2025 | Venezuela                                                         | 73–72                                              | Chile                                                         | Caracas |  |
| 19:10 (UTC-4)         | Parciales: 16-15, 19-14, 15-11, 13-23 (T.E.: 10-9)                | Parciales: 16-15, 19-14, 15-11, 13-23 (T.E.: 10-9) | Parciales: 16-15, 19-14, 15-11, 13-23 (T.E.: 10-9)            | |  |
|                       | Estadísticas Yohanner Sifontes 14 José Ascanio 8 Gregory Vargas 5 | Reporte Pts Reb Asts                               | Estadísticas 22 Felipe Haase 5 Cinco jugadores 6 Felipe Haase | Pabellón: Gimnasio José Joaquín Papá Carrillo Asistencia: 2000 espectadores Árbitros: Andrés Bartel Fernando Leite Nicolás Flores |  |

| 23 de febrero de 2025 | Colombia                                                          | 82–98                                 | Argentina                                                       | Cali |  |
| 18:10 (UTC-5)         | Parciales: 20-19, 19-34, 20-24, 23-21                             | Parciales: 20-19, 19-34, 20-24, 23-21 | Parciales: 20-19, 19-34, 20-24, 23-21                           | |  |
|                       | Estadísticas Jaime Echenique 16 Jaime Echenique 9 Romario Roque 4 | Reporte Pts Reb Asts                  | Estadísticas 18 José Vildoza 6 Gonzalo Bressan 4 Juan Fernández | Pabellón: Coliseo Evangelista Mora Asistencia: 2340 espectadores Árbitros: Roberto Vázquez Kevin Lei Edwin Quiles |  |

### Grupo B
| Pos. | Equipo   | PJ | G | P | PF  | PC  | DP   | Pts | Clasificación         |
| ---- | -------- | -- | - | - | --- | --- | ---- | --- | --------------------- |
| 1    | Brasil   | 6  | 5 | 1 | 524 | 370 | +154 | 11  | FIBA AmeriCup de 2025 |
| 2    | Uruguay  | 6  | 4 | 2 | 495 | 403 | +92  | 10  | FIBA AmeriCup de 2025 |
| 3    | Panamá   | 6  | 3 | 3 | 491 | 490 | +1   | 9   | FIBA AmeriCup de 2025 |
| 4    | Paraguay | 6  | 0 | 6 | 372 | 619 | −247 | 6   |                       |

 Fuente: FIBA
Primera ventana
| 23 de febrero de 2024 | Brasil                                                         | 108–43                               | Paraguay                                                     | São Paulo |  |
| 19:00 (UTC-3)         | Parciales: 24-10, 21-8, 30-12, 33-13                           | Parciales: 24-10, 21-8, 30-12, 33-13 | Parciales: 24-10, 21-8, 30-12, 33-13                         | |  |
|                       | Estadísticas Yago dos Santos 22 Bruno Caboclo 9 Elio Corazza 6 | Reporte Pts Reb Asts                 | Estadísticas 9 Adolfo López 5 Edgar Riveros 5 Jorge Martínez | Pabellón: Ginasio Wlamir Marques Asistencia: 6031 espectadores Árbitros: Johnny Batista Carlos Vélez Franco Ronconi |  |

| 23 de febrero de 2024 | Uruguay                                                                      | 99–78                                 | Panamá                                                              | Montevideo |  |
| 21:10 (UTC-3)         | Parciales: 23-17, 37-24, 22-17, 17-20                                        | Parciales: 23-17, 37-24, 22-17, 17-20 | Parciales: 23-17, 37-24, 22-17, 17-20                               | |  |
|                       | Estadísticas B. Fitipaldo, J. Granger 22 Bruno Fitipaldo 6 Bruno Fitipaldo 8 | Reporte Pts Reb Asts                  | Estadísticas 20 Carlos Rodríguez 7 Ricardo Lindo 3 Carlos Rodríguez | Pabellón: Antel Arena Asistencia: 3155 espectadores Árbitros: Daniel García Carmelo de la Rosa Franco Anselmo |  |

| 26 de febrero de 2024 | Paraguay                                                         | 53–108                                | Brasil                                                    | Asunción                                                                                               |  |
| 19:00 (UTC-3)         | Parciales: 12-25, 13-33, 14-23, 14-27                            | Parciales: 12-25, 13-33, 14-23, 14-27 | Parciales: 12-25, 13-33, 14-23, 14-27                     | |  |
|                       | Estadísticas Rodney Mercado 17 Jorge Martínez 5 Jorge Martínez 5 | Reporte Pts Reb Asts                  | Estadísticas 20 Lucas Dias 7 João Cardoso 10 Elio Corazza | Pabellón: SND Arena Asistencia: 1250 espectadores Árbitros: Daniel García Kristian Páez Franco Anselmo |  |

| 26 de febrero de 2024 | Panamá                                                                       | 55–77                                 | Uruguay                                                              | Ciudad de Panamá                                                                                            |  |
| 20:10 (UTC-5)         | Parciales: 12-12, 12-21, 10-29, 21-15                                        | Parciales: 12-12, 12-21, 10-29, 21-15 | Parciales: 12-12, 12-21, 10-29, 21-15                                | |  |
|                       | Estadísticas T. Gaskins, T. Bishop 11 R. Lindo, E. Romero 8 Trevor Gaskins 3 | Reporte Pts Reb Asts                  | Estadísticas 18 Joaquín Rodríguez 6 Agustín Ubal 8 Joaquín Rodríguez | Pabellón: Arena Roberto Durán Asistencia: 3'050 espectadores Árbitros: Jorge Vázquez Carlos Vélez Kevin Lei |  |

Segunda ventana
| 21 de noviembre de 2024 | Paraguay                                                            | 79–116                                | Panamá                                                          | Pilar |  |
| 19:40 (UTC-3)           | Parciales: 23-30, 17-35, 25-25, 14-26                               | Parciales: 23-30, 17-35, 25-25, 14-26 | Parciales: 23-30, 17-35, 25-25, 14-26                           | |  |
|                         | Estadísticas Vincenzo. Ochipinti 17 Fernando Dose 4 Ramon Sánchez 4 | Reporte Pts Reb Asts                  | Estadísticas 27 Iverson Molinar 9 Gil Atencio 5 Iverson Molinar | Pabellón: Polideportivo Roberto Cabañas Asistencia: 2320 espectadores Árbitros: Jorge Vázquez Claudio Osorio Franco Anselmo |  |

| 21 de noviembre de 2024 | Brasil                                                        | 71–65                                | Uruguay                                                             | Belém |  |
| 20:00 (UTC-3)           | Parciales: 15-19, 18-8, 19-23, 19-15                          | Parciales: 15-19, 18-8, 19-23, 19-15 | Parciales: 15-19, 18-8, 19-23, 19-15                                | |  |
|                         | Estadísticas Bruno Caboclo 21 Bruno Caboclo 11 Elio Corazza 7 | Reporte Pts Reb Asts                 | Estadísticas 20 Joaquín Rodríguez 5 Emiliano Serres 5 Nicola Pomoli | Pabellón: Arena Guilherme Paraense Asistencia: 4701 espectadores Árbitros: Roberto Vázquez Krishna Domínguez Carmelo de la Rosa |  |

| 24 de noviembre de 2024 | Paraguay                                                       | 69–86                                | Uruguay                                                          | Pilar |  |
| 19:40 (UTC-3)           | Parciales: 21-29, 16-19, 23-16, 9-22                           | Parciales: 21-29, 16-19, 23-16, 9-22 | Parciales: 21-29, 16-19, 23-16, 9-22                             | |  |
|                         | Estadísticas Ricardo Sarubbi 14 Juan Poisson 8 Edgar Riveros 3 | Reporte Pts Reb Asts                 | Estadísticas 22 Luciano Parodi 13 Nicola Pomoli 7 Luciano Parodi | Pabellón: Polideportivo Roberto Cabañas Asistencia: 2200 espectadores Árbitros: Daniel García Edwin Quiles Yezid Carreño |  |

| 24 de noviembre de 2024 | Brasil                                                            | 93–67                                 | Panamá                                                                | Belém |  |
| 20:00 (UTC-3)           | Parciales: 26-16, 23-12, 24-19, 20-20                             | Parciales: 26-16, 23-12, 24-19, 20-20 | Parciales: 26-16, 23-12, 24-19, 20-20                                 | |  |
|                         | Estadísticas João Cardoso 18 João Cardoso 13 Georginho de Paula 6 | Reporte Pts Reb Asts                  | Estadísticas 24 Ricardo Lindo 6 R. Lindo, E. Romero 5 Iverson Molinar | Pabellón: Arena Guilherme Paraense Asistencia: 5640 espectadores Árbitros: Johnny Batista Orlando Varela Williset del Valle |  |

Tercera ventana
| 21 de febrero de 2025 | Uruguay                                                               | 61–70                                 | Brasil                                                                                | Paysandú |  |
| 20:10 (UTC-3)         | Parciales: 13-21, 21-21, 14-10, 13-18                                 | Parciales: 13-21, 21-21, 14-10, 13-18 | Parciales: 13-21, 21-21, 14-10, 13-18                                                 | |  |
|                       | Estadísticas Gonzalo Iglesias 14 Tres jugadores 5 Joaquín Rodríguez 6 | Reporte Pts Reb Asts                  | Estadísticas 20 Georginho de Paula 11 Georginho de Paula 2 Y. dos Santos, G. de Paula | Pabellón: Estadio 8 de Junio Asistencia: 1617 espectadores Árbitros: Daniel García Williset del Valle Franco Anselmo |  |

| 21 de febrero de 2025 | Panamá                                                             | 94–68                                | Paraguay                                                        | Ciudad de Panamá |  |
| 20:40 (UTC-5)         | Parciales: 22-27, 22-8, 14-15, 36-18                               | Parciales: 22-27, 22-8, 14-15, 36-18 | Parciales: 22-27, 22-8, 14-15, 36-18                            | |  |
|                       | Estadísticas Iverson Molinar 24 Ricardo Lindo 10 Iverson Molinar 7 | Reporte Pts Reb Asts                 | Estadísticas 13 Franco Benítez 8 Fernando Dose 5 Fabrizzio Ruiz | Pabellón: Arena Roberto Durán Asistencia: 4117 espectadores Árbitros: Johnny Batista Roberto Fernández Samuel Hidalgo |  |

| 24 de febrero de 2025 | Uruguay                                                            | 107–60                               | Paraguay                                                         | Paysandú                                                                                |  |
| 20:00 (UTC-3)         | Parciales: 30-12, 25-27, 29-12, 23-9                               | Parciales: 30-12, 25-27, 29-12, 23-9 | Parciales: 30-12, 25-27, 29-12, 23-9                             |                                                                                         |  |
|                       | Estadísticas Nicola Pomoli 14 Emiliano Serres 9 Santiago Véscovi 8 | Reporte Pts Reb Asts                 | Estadísticas 16 Rodney Mercado 6 Fabrizzio Ruiz 5 Franco Benítez | Pabellón: Estadio 8 de Junio Árbitros: Juan Fernández Carmelo de la Rosa Claudio Osorio |  |

| 24 de febrero de 2025 | Panamá                                                                      | 81–74                                 | Brasil                                                            | Ciudad de Panamá                                                                                                  |  |
| 20:40 (UTC-5)         | Parciales: 19-22, 28-13, 18-18, 16-21                                       | Parciales: 19-22, 28-13, 18-18, 16-21 | Parciales: 19-22, 28-13, 18-18, 16-21                             | |  |
|                       | Estadísticas Iverson Molinar 25 A. Mitchell, E. Oglivie 8 Iverson Molinar 7 | Reporte Pts Reb Asts                  | Estadísticas 24 Nathan Fernandes 7 Tres jugadores 8 Alexey Borges | Pabellón: Arena Roberto Durán Asistencia: 6157 espectadores Árbitros: Omar Bermúdez Orlando Varela Julirys Guzmán |  |

### Grupo C
| Pos. | Equipo               | PJ | G | P | PF  | PC  | DP   | Pts | Clasificación                        |
| ---- | -------------------- | -- | - | - | --- | --- | ---- | --- | ------------------------------------ |
| 1    | Canadá               | 6  | 4 | 2 | 514 | 413 | +101 | 10  | FIBA AmeriCup de 2025                |
| 2    | República Dominicana | 6  | 4 | 2 | 475 | 443 | +32  | 10  | FIBA AmeriCup de 2025                |
| 3    | México               | 6  | 4 | 2 | 514 | 468 | +46  | 10  |                                      |
| 4    | Nicaragua            | 6  | 0 | 6 | 371 | 550 | −179 | 6   | FIBA AmeriCup de 2025 como anfitrión |

 Fuente: FIBA
Notas:
1. 1 2 3  Resultados directos: Canadá 2–2 (6 Pts), +14 DP; República Dominicana 2–2 (6 Pts), –1 DP; México 2–2 (6 Pts), –13 DP

Primera ventana
| 23 de febrero de 2024 | Canadá                                                               | 96–51                                | Nicaragua                                                   | St. Catharines                                                                                                |  |
| 19:10 (UTC-5)         | Parciales: 28-18, 23-17, 26-13, 19-3                                 | Parciales: 28-18, 23-17, 26-13, 19-3 | Parciales: 28-18, 23-17, 26-13, 19-3                        | |  |
|                       | Estadísticas Aaron Best 21 Kalif Young 9 T. Bell-Haynes, P. Scrubb 8 | Reporte Pts Reb Asts                 | Estadísticas 14 Francisco Garth 6 Dalton Cacho 6 Jared Ruiz | Pabellón: Meridian Centre Asistencia: 3166 espectadores Árbitros: Jesed Díaz Yezid Carreño Williset del Valle |  |

| 23 de febrero de 2024 | República Dominicana                                       | 84–70                                 | México                                                  | Santo Domingo |  |
| 20:10 (UTC-4)         | Parciales: 19-24, 13-12, 24-20, 28-14                      | Parciales: 19-24, 13-12, 24-20, 28-14 | Parciales: 19-24, 13-12, 24-20, 28-14                   | |  |
|                       | Estadísticas Jean Montero 19 Eloy Vargas 11 Jean Montero 7 | Reporte Pts Reb Asts                  | Estadísticas 25 Gabriel Girón 5 Paul Stoll 6 Paul Stoll | Pabellón: Palacio de los Deportes Asistencia: 2240 espectadores Árbitros: Jorge Vázquez Juan Fernández Alan dos Santos |  |

| 26 de febrero de 2024 | Nicaragua                                                   | 46–88                                | Canadá                                                            | Managua |  |
| 19:10 (UTC-6)         | Parciales: 15-25, 11-17, 11-27, 9-19                        | Parciales: 15-25, 11-17, 11-27, 9-19 | Parciales: 15-25, 11-17, 11-27, 9-19                              | |  |
|                       | Estadísticas Jared Ruiz 11 D. Cacho, J. Ruiz 6 Jared Ruiz 4 | Reporte Pts Reb Asts                 | Estadísticas 19 Jackson Rowe 10 Jackson Rowe 10 Kaza Kajami-Keane | Pabellón: Polideportivo Alexis Argüello Asistencia: 6323 espectadores Árbitros: Johnny Batista Alan dos Santos Orlando Varela |  |

| 26 de febrero de 2024 | México                                                 | 80–73                                              | República Dominicana                                        | Ciudad de México |  |
| 20:10 (UTC-6)         | Parciales: 22-10, 18-15, 11-14, 15-27 (T.E.: 14-7)     | Parciales: 22-10, 18-15, 11-14, 15-27 (T.E.: 14-7) | Parciales: 22-10, 18-15, 11-14, 15-27 (T.E.: 14-7)          | |  |
|                       | Estadísticas Paul Stoll 16 Gael Bonilla 9 Paul Stoll 4 | Reporte Pts Reb Asts                               | Estadísticas 16 Víctor Liz 9 Eloy Vargas 3 V. Liz, J. Pérez | Pabellón: Arena Ciudad de México Asistencia: 7048 espectadores Árbitros: Roberto Vázquez Julio Anaya Franco Ronconi |  |

Segunda ventana
| 21 de noviembre de 2024 | Canadá                                                               | 88–71                                 | República Dominicana                                           | Saskatoon                                                                                                  |  |
| 19:10 (UTC-6)           | Parciales: 25-18, 24-19, 18-10, 21-24                                | Parciales: 25-18, 24-19, 18-10, 21-24 | Parciales: 25-18, 24-19, 18-10, 21-24                          | |  |
|                         | Estadísticas Mfiondu Kabengele 17 Jackson Rowe 9 Trae Bell-Haynes 10 | Reporte Pts Reb Asts                  | Estadísticas 18 L. J. Figueroa 7 Víctor Liz 7 Richard Bautista | Pabellón: SaskTel Centre Asistencia: 2981 espectadores Árbitros: Julio Anaya Andrés Bartel Alan dos Santos |  |

| 21 de noviembre de 2024 | Nicaragua                                                 | 77–86                                 | México                                                                         | Managua |  |
| 19:10 (UTC-6)           | Parciales: 16-29, 15-21, 25-14, 21-22                     | Parciales: 16-29, 15-21, 25-14, 21-22 | Parciales: 16-29, 15-21, 25-14, 21-22                                          | |  |
|                         | Estadísticas Jared Ruiz 25 Jensen Campbell 8 Jared Ruiz 5 | Reporte Pts Reb Asts                  | Estadísticas 20 Gael Bonilla 8 F. Jaimes, I. Gutiérrez 6 G. Bonilla, F. Jaimes | Pabellón: Polideportivo Alexis Argüello Asistencia: 7301 espectadores Árbitros: Leonardo Zalazar Daniel García Orlando Varela |  |

| 24 de noviembre de 2024 | Canadá                                                               | 83–73                                 | México                                                         | Saskatoon |  |
| 14:10 (UTC-6)           | Parciales: 24-14, 19-22, 23-27, 17-10                                | Parciales: 24-14, 19-22, 23-27, 17-10 | Parciales: 24-14, 19-22, 23-27, 17-10                          | |  |
|                         | Estadísticas Trae Bell-Haynes 20 Mfiondu Kabengele 12 Marcus Carr 10 | Reporte Pts Reb Asts                  | Estadísticas 21 Karim Rodríguez 8 Gael Bonilla 11 Gael Bonilla | Pabellón: SaskTel Centre Asistencia: 3914 espectadores Árbitros: Roberto Vázquez Leonardo Zalazar Carlos Vélez |  |

| 24 de noviembre de 2024 | Nicaragua                                                      | 73–89                                 | República Dominicana                                              | Managua |  |
| 19:10 (UTC-6)           | Parciales: 21-14, 14-32, 21-26, 17-17                          | Parciales: 21-14, 14-32, 21-26, 17-17 | Parciales: 21-14, 14-32, 21-26, 17-17                             | |  |
|                         | Estadísticas Josmel Martínez 21 Josmel Martínez 9 Jared Ruiz 6 | Reporte Pts Reb Asts                  | Estadísticas 19 Víctor Liz 10 Eloy Vargas 5 R. Bautista, J. Pérez | Pabellón: Polideportivo Alexis Argüello Asistencia: 8438 espectadores Árbitros: Jorge Vázquez José Fernández Norval Young |  |

Tercera ventana
| 21 de febrero de 2025 | República Dominicana                                                       | 74–65                                 | Canadá                                                                               | Santo Domingo |  |
| 20:10 (UTC-4)         | Parciales: 19-17, 18-15, 19-13, 18-20                                      | Parciales: 19-17, 18-15, 19-13, 18-20 | Parciales: 19-17, 18-15, 19-13, 18-20                                                | |  |
|                       | Estadísticas Andrés Feliz 18 A. Feliz, A. Delgado 6 J. Montero, D. Jones 4 | Reporte Pts Reb Asts                  | Estadísticas 12 T. Bell-Haynes, M. Kabengele 10 Mfiondu Kabengele 6 Trae Bell-Haynes | Pabellón: Pabellón Ricardo Gioriver Arias Asistencia: 2000 espectadores Árbitros: Roberto Vázquez Juan Fernández Orlando Varela |  |

| 21 de febrero de 2025 | México                                                                 | 107–57                               | Nicaragua                                                        | San Luis Potosí |  |
| 20:40 (UTC-6)         | Parciales: 31-13, 33-22, 24-3, 19-19                                   | Parciales: 31-13, 33-22, 24-3, 19-19 | Parciales: 31-13, 33-22, 24-3, 19-19                             | |  |
|                       | Estadísticas K. Rodríguez, G. Bonilla 17 Fabián Jaimes 12 Paul Stoll 7 | Reporte Pts Reb Asts                 | Estadísticas 21 Jared Ruiz 8 Josmel Martínez 3 F. Garth, J. Ruiz | Pabellón: Auditorio Miguel Barragán Asistencia: 2485 espectadores Árbitros: Grant Todey Diego Chiconato Julirys Guzmán |  |

| 24 de febrero de 2025 | República Dominicana                                          | 84–67                                 | Nicaragua                                            | Santo Domingo |  |
| 21:00 (UTC-4)         | Parciales: 29-17, 20-12, 22-18, 13-20                         | Parciales: 29-17, 20-12, 22-18, 13-20 | Parciales: 29-17, 20-12, 22-18, 13-20                | |  |
|                       | Estadísticas Jean Montero 16 Joel Soriano 12 L. J. Figueroa 7 | Reporte Pts Reb Asts                  | Estadísticas 25 Jared Ruiz 8 Jared Ruiz 6 Jared Ruiz | Pabellón: Pabellón Ricardo Gioriver Arias Asistencia: 3000 espectadores Árbitros: Grant Todey Williset del Valle Nicolas Zivieri |  |

| 24 de febrero de 2025 | México                                                            | 98–94                                 | Canadá                                                         | San Luis Potosí                                                                                             |  |
| 19:00 (UTC-6)         | Parciales: 26-29, 28-22, 15-20, 29-23                             | Parciales: 26-29, 28-22, 15-20, 29-23 | Parciales: 26-29, 28-22, 15-20, 29-23                          | |  |
|                       | Estadísticas Francisco Cruz 30 Gael Bonilla 8 F. Cruz, J. Avila 4 | Reporte Pts Reb Asts                  | Estadísticas 24 Mfiondu Kabengele 10 Isiaha Mike 8 Marcus Carr | Pabellón: Arena Potosí Asistencia: 7924 espectadores Árbitros: Johnny Batista Daniel García Alan dos Santos |  |

### Grupo D
| Pos. | Equipo         | PJ | G | P | PF  | PC  | DP  | Pts | Clasificación         |
| ---- | -------------- | -- | - | - | --- | --- | --- | --- | --------------------- |
| 1    | Estados Unidos | 6  | 5 | 1 | 549 | 454 | +95 | 11  | FIBA AmeriCup de 2025 |
| 2    | Bahamas        | 6  | 2 | 4 | 471 | 515 | −44 | 8   | FIBA AmeriCup de 2025 |
| 3    | Puerto Rico    | 5  | 2 | 3 | 381 | 408 | −27 | 7   | FIBA AmeriCup de 2025 |
| 4    | Cuba           | 5  | 2 | 3 | 383 | 407 | −24 | 7   |                       |

 Fuente: FIBA
Notas:
1. 1 2  Ante la imposibilidad de disputar el último partido entre Puerto Rico y Cuba en San Juan, el juego fue cancelado y no se otorgaron puntos a ninguno de los dos equipos.[3]
2. 1 2  Puerto Rico 81–73 Cuba

Primera ventana
| 22 de febrero de 2024 | Estados Unidos                                                   | 100–79                                | Cuba                                                                  | Kissimmee |  |
| 19:10 (UTC-5)         | Parciales: 32-16, 23-22, 18-25, 27-16                            | Parciales: 32-16, 23-22, 18-25, 27-16 | Parciales: 32-16, 23-22, 18-25, 27-16                                 | |  |
|                       | Estadísticas Jahmi'us Ramsey 20 Elfrid Payton 11 Elfrid Payton 8 | Reporte Pts Reb Asts                  | Estadísticas 19 Reynaldo García Zamora 9 Yoel Cubilla 5 Jasiel Rivero | Pabellón: Silver Spurs Arena Asistencia: 457 espectadores Árbitros: Krishna Domínguez Michael Scott Samuel Hidalgo |  |

| 22 de febrero de 2024 | Puerto Rico                                                         | 77–88                                 | Bahamas                                                                    | San Juan |  |
| 20:10 (UTC-4)         | Parciales: 15-30, 18-17, 24-24, 20-17                               | Parciales: 15-30, 18-17, 24-24, 20-17 | Parciales: 15-30, 18-17, 24-24, 20-17                                      | |  |
|                       | Estadísticas Tjader Fernández 17 Ismael Romero 7 Tjader Fernández 6 | Reporte Pts Reb Asts                  | Estadísticas 20 Domnick Bridgewater 9 Tavario Miller 6 Domnick Bridgewater | Pabellón: Coliseo Roberto Clemente Asistencia: 7800 espectadores Árbitros: Julio Anaya Leonardo Zalazar Waseem Husainy |  |

| 25 de febrero de 2024 | Cuba                                                            | 81–67                                | Estados Unidos                                                 | La Habana |  |
| 17:10 (UTC-5)         | Parciales: 26-10, 15-22, 31-20, 9-15                            | Parciales: 26-10, 15-22, 31-20, 9-15 | Parciales: 26-10, 15-22, 31-20, 9-15                           | |  |
|                       | Estadísticas Pedro Bombino 19 Jasiel Rivero 9 Michel Espinosa 6 | Reporte Pts Reb Asts                 | Estadísticas 17 RaiQuan Gray 10 Jayce Johnson 2 Tres jugadores | Pabellón: Coliseo de la Ciudad Deportiva Asistencia: 7532 espectadores Árbitros: Leonardo Zalazar José Fernández Jayson Stiell |  |

| 25 de febrero de 2024 | Bahamas                                             | 67–86                                 | Puerto Rico                                                     | Nasáu |  |
| 20:10 (UTC-5)         | Parciales: 16-26, 12-18, 14-22, 25-20               | Parciales: 16-26, 12-18, 14-22, 25-20 | Parciales: 16-26, 12-18, 14-22, 25-20                           | |  |
|                       | Estadísticas Kai Jones 14 Kai Jones 9 Eron Gordon 3 | Reporte Pts Reb Asts                  | Estadísticas 22 Ismael Romero 17 Arnaldo Toro 5 Alfonso Plummer | Pabellón: Sir Kendal Isaacs Gymnasium Asistencia: 2000 espectadores Árbitros: Carlos Peralta Michael Scott Samuel Hidalgo |  |

Segunda ventana
| 22 de noviembre de 2024 | Cuba                                                            | 76–62                                 | Bahamas                                                                | La Habana |  |
| 18:00 (UTC-5)           | Parciales: 16-11, 18-15, 22-17, 20-19                           | Parciales: 16-11, 18-15, 22-17, 20-19 | Parciales: 16-11, 18-15, 22-17, 20-19                                  | |  |
|                         | Estadísticas Yoanki Mencia 17 Yoanki Mencia 8 Reynaldo García 3 | Reporte Pts Reb Asts                  | Estadísticas 17 R. Davis, T. Miller 8 Tavario Miller 4 Travis Munnings | Pabellón: Coliseo de la Ciudad Deportiva Asistencia: 2853 espectadores Árbitros: Juan Fernández Jayson Stiell Ramiro Marques |  |

| 22 de noviembre de 2024 | Estados Unidos                                                     | 108–66                                | Puerto Rico                                                     | Washington D. C. |  |
| 19:10 (UTC-5)           | Parciales: 22-18, 24-17, 32-14, 30-17                              | Parciales: 22-18, 24-17, 32-14, 30-17 | Parciales: 22-18, 24-17, 32-14, 30-17                           | |  |
|                         | Estadísticas Javonte Smart 20 Robert Covington 9 David Stockton 10 | Reporte Pts Reb Asts                  | Estadísticas 12 Phillip Wheeler 6 Arnaldo Toro 2 Tres jugadores | Pabellón: Entertainment & Sports Arena Asistencia: 753 espectadores Árbitros: Omar Bermúdez Carlos Peralta Kristian Páez |  |

| 25 de noviembre de 2024 | Cuba                                                                       | 73–81                                 | Puerto Rico                                                       | La Habana |  |
| 18:00 (UTC-5)           | Parciales: 15-14, 27-21, 16-23, 15-23                                      | Parciales: 15-14, 27-21, 16-23, 15-23 | Parciales: 15-14, 27-21, 16-23, 15-23                             | |  |
|                         | Estadísticas Pedro Bombino 20 Howard Sant-Roos 7 R. García, H. Sant-Roos 5 | Reporte Pts Reb Asts                  | Estadísticas 15 Ismael Romero 14 Ismael Romero 5 Tjader Fernández | Pabellón: Coliseo de la Ciudad Deportiva Asistencia: 3471 espectadores Árbitros: Andrés Bartel Krishna Domínguez Kevin Lei |  |

| 25 de noviembre de 2024 | Estados Unidos                                                  | 97–74                                 | Bahamas                                                         | Washington D. C. |  |
| 19:10 (UTC-5)           | Parciales: 25-19, 27-22, 16-11, 29-22                           | Parciales: 25-19, 27-22, 16-11, 29-22 | Parciales: 25-19, 27-22, 16-11, 29-22                           | |  |
|                         | Estadísticas Javonte Smart 21 Frank Kaminsky 7 David Stockton 6 | Reporte Pts Reb Asts                  | Estadísticas 20 Tavario Miller 10 Tavario Miller 5 Rashad Davis | Pabellón: Entertainment & Sports Arena Asistencia: 489 espectadores Árbitros: Julio Anaya Fernando Leite Samuel Hidalgo |  |

Tercera ventana
| 20 de febrero de 2025 | Puerto Rico                                                                      | 71–72                                 | Estados Unidos                                                         | San Juan |  |
| 20:10 (UTC-4)         | Parciales: 14-23, 26-20, 19-13, 12-16                                            | Parciales: 14-23, 26-20, 19-13, 12-16 | Parciales: 14-23, 26-20, 19-13, 12-16                                  | |  |
|                       | Estadísticas Markus Howard 17 George Conditt IV 10 G. Conditt IV, T. Fernández 3 | Reporte Pts Reb Asts                  | Estadísticas 16 Javonte Smart 7 R. Baker II, M. Williams 3 RJ Nembhard | Pabellón: Coliseo Roberto Clemente Asistencia: 7555 espectadores Árbitros: Andrés Bartel Fernando Leite Nathaniel Saunders |  |

| 20 de febrero de 2025 | Bahamas                                                              | 97–74                                 | Cuba                                                                  | Nasáu |  |
| 20:40 (UTC-5)         | Parciales: 26-20, 25-14, 21-20, 25-20                                | Parciales: 26-20, 25-14, 21-20, 25-20 | Parciales: 26-20, 25-14, 21-20, 25-20                                 | |  |
|                       | Estadísticas Tavario Miller 26 R. Davis, T. Miller 8 Garvin Clarke 7 | Reporte Pts Reb Asts                  | Estadísticas 15 Jasiel Rivero 8 M. Chacón, P. Bombino 4 Marcos Chacón | Pabellón: Sir Kendal Isaacs Gymnasium Asistencia: 200 espectadores Árbitros: Michael Scott Claudio Osorio Yezid Carreño |  |

| 23 de febrero de 2025 | Puerto Rico | Cancelado | Cuba | San Juan                           |
| 20:10 (UTC-4)         |             |           |      |                                    |
|                       |             |           |      | Pabellón: Coliseo Roberto Clemente |

| 23 de febrero de 2025 | Bahamas                                                                       | 83–105                                | Estados Unidos                                                         | Nasáu |  |
| 19:10 (UTC-5)         | Parciales: 22-26, 14-22, 20-25, 27-32                                         | Parciales: 22-26, 14-22, 20-25, 27-32 | Parciales: 22-26, 14-22, 20-25, 27-32                                  | |  |
|                       | Estadísticas Domnick Bridgewater 19 Lathaniel Bastian 9 Domnick Bridgewater 5 | Reporte Pts Reb Asts                  | Estadísticas 16 J. Smart, N. Little 9 Rob Baker II 3 N. Cole, J. Smart | Pabellón: Sir Kendal Isaacs Gymnasium Asistencia: 200 espectadores Árbitros: Carlos Vélez Ramiro Marques Nathaniel Saunders |  |

## Clasificados aFIBA AmeriCup de 2025
| Argentina | Bahamas | Brasil | Canadá |

| Colombia | Estados Unidos | Nicaragua | Panamá |

| Puerto Rico | República Dominicana | Uruguay | Venezuela |